# Fast Patrol Craft
Als Patrol Craft Fast (kurz PCF), auch bekannt als Swift Boat (deutsch: Schnellboot), wurde von der United States Navy ein Typ mittlerer Patrouillenboote für den Einsatz in Flüssen und flachen Küstengewässern bezeichnet. Die ersten Einheiten wurden im Sommer 1965 in Dienst gestellt.

## Geschichte

### Planung und Bau
Im Januar 1965 legte die Naval Advisory Group des Military Assistance Command, Vietnam in einer Studie die Anforderungen für ein leichtes Patrouillenboot fest, das auf dem umfangreichen Wasserstraßennetz Vietnams zur Kontrolle des Schiffsverkehrs und Unterbindung von Waffen- und Nachschublieferungen an die Guerillabewegung Nationale Front für die Befreiung Südvietnams eingesetzt werden sollte. Als im März 1965 in der Vung Ro-Bucht eine 40-m-Dschunke mit umfangreicher Waffen- und Munitionsladung per Zufall entdeckt und sichergestellt wurde, machte dies die Notwendigkeit besser angepasster Booten deutlich, vor allem weil die US-Küstenwache, die man als schnelle Hilfe anforderte, mit ihren 25-m-Kuttern nicht alle geforderten Aufgaben erfüllen konnte.
So begann Mitte Juli 1965 der Bau der ersten Einheiten bei Sewart Seacraft, einer Werft, die bisher zumeist leichte Versorgungsboote für die Ölplattformen im Golf von Mexiko gebaut hatte. Innerhalb von 40 Tagen wurden die ersten vier Einheiten an die Navy ausgeliefert, die zwei Swifts nutzte, um in San Diego Besatzungen zu trainieren. Die anderen beiden wurden direkt nach Vietnam verschifft und in den aktiven Dienst gestellt.

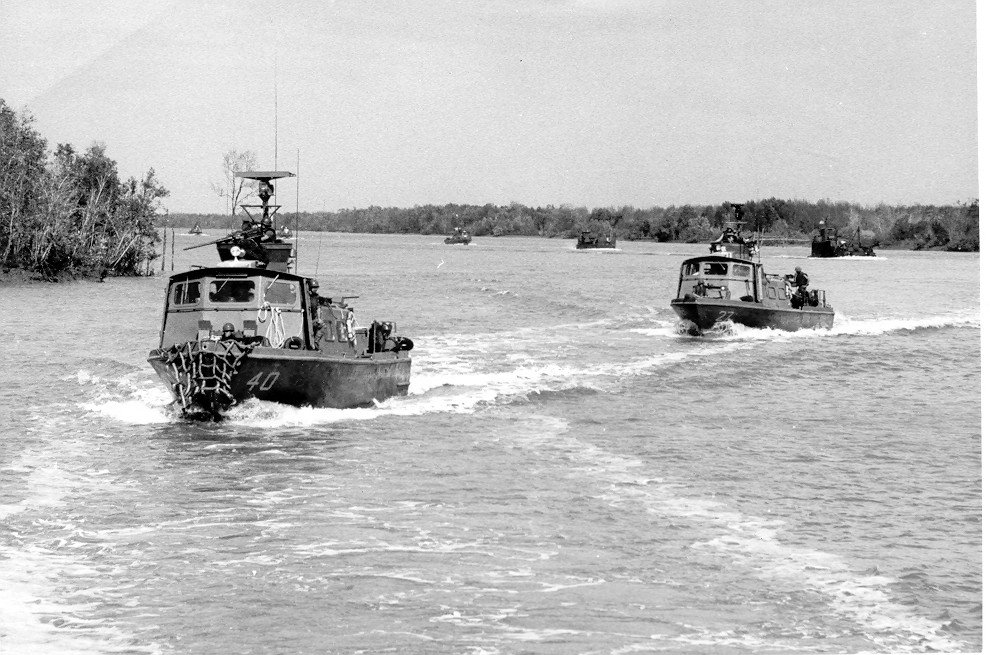
PCFs auf einem Fluss in Vietnam

### Varianten
Neben dem PCF Mark I, von dem zwischen 1965 und 1967 108 Exemplare gebaut wurden, entstanden 1968 und 1969 vom Mark II mit geändertem Deckhaus 30 Einheiten. 1969/70 sowie 1972/73 wurden dann noch 33 PCF Mark III gebaut, die gegenüber den Vorgängern einen leicht verlängerten Rumpf und einen vergrößerten Kraftstoffvorrat aufwiesen. Für die US Navy und die Coast Guard wurden insgesamt 171 Boote gebaut.
In Vietnam wurde 1971 auf Basis des Mark I-Modells eine Version mit Stahlrumpf entwickelt, als Mark IV mit 19 m-Rumpf bzw. Mark V mit 25 m-Rumpf. Unter der Bezeichnung PB (Patrol Boat) erhielt die US-Küstenwache von 1995 bis 1999 43 Exemplare als Ersatz für die ausgemusterten älteren Versionen.
Für die Marine der Philippinen wurden von 1972 bis 1976 21 Mark III- und 25 Mark IV-Boote gebaut, Saudi-Arabien erhielt 1992/93 die letzten für militärische Zwecke gebauten 17 Mark III-Einheiten und setzt sie neben Albanien (3 Einheiten, Mark III, ) und Bahrain (2 Einheiten, Mark III, 1982) noch heute ein.

### Dienstzeit
Von 1965 bis 1973 stellten US Navy und US Coast Guard 181 Einheiten (Mark I bis III) in Dienst. Haupteinsatzzeitraum war während des Vietnamkriegs. Nach dem Krieg dienten die Boote hauptsächlich zur Küstenüberwachung und verbleiben zum Teil bei Reserveeinheiten. Die letzten beiden PFC Mark III wurde am 17. Juni 1995 in Norfolk, Virginia während einer feierlichen Zeremonie außer Dienst gestellt. Einige Boote der frühen Versionen sind noch erhalten und werden zum Teil von Veteranenverbänden wiederhergerichtet und ausgestellt.
Die später eingeführten Mark IV- und V-Versionen stehen noch im Einsatz bei der US-Küstenwache. Die Navy führte keinen direkten Nachfolger der Swifts ein, das Aufgabenprofil wird zum Teil durch Festrumpfschlauchboote abgedeckt.
Einige ausgemusterte Boote (Mark I bis III) wurden an andere Nationen verkauft, bis 2011 setzte Malta sie noch im aktiven Dienst ein. Eines dieser Boote. Das PCF-816, befindet sich beim Maritime Museum of San Diego, wo es zu Rundfahrten dient.

## Technik

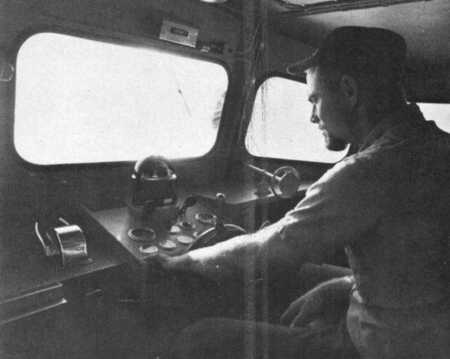
Ruderhaus eines PCF

### Rumpf
Der Entwurf der Fast Patrol Crafts basierte auf einem leichten Wassertaxi und Versorgungsboot des Herstellers Sewart Seacraft und wurde um einige, für den militärischen Einsatz notwendige Elemente ergänzt. Der Rumpf bestand aus 6 mm dicken Aluminiumblechen, die auf eine Spantenunterkonstruktion aufgeschweißt wurden. Das Deckhaus erstreckte sich etwa über das mittlere Drittel des Rumpfs, das Ruderhaus befand sich davor. Hinter dem Ruderhaus folgten ein offener Turm mit einem Zwillings-Maschinengewehr sowie der Radarmast. Im tiefliegenden Deckhaus befanden sich die Schlafmöglichkeiten für zwei Besatzungsmitglieder sowie eine kleine Kombüse.

### Antrieb
Hinter dem Deckhaus befanden sich unter Abdeckungen zwei 345-PS-Detroit-Schiffsdieselmotoren und ein 24-V-Generator für die Versorgung der elektrischen Systeme. Bei 2000/min erreichte das Boot eine Durchschnittsgeschwindigkeit von 23,5 Knoten und konnte mit einer Tankfüllung von 800 Litern Diesel etwa 11 Stunden operieren. Zumeist wurde jedoch langsamer gefahren, um die Patrouillendauer auszudehnen.

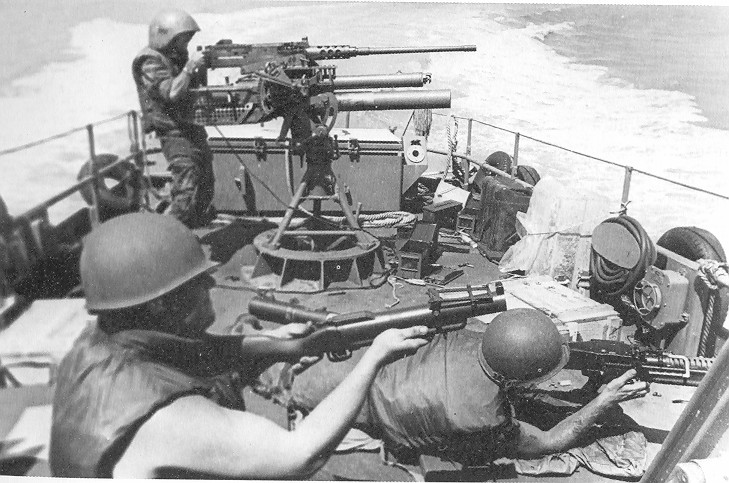
Kombination aus 81-mm-Mörser/12,7-mm-MG

### Bewaffnung
Neben dem Zwillings-12,7-mm-M2-Maschinengewehr im offenen Turm, der auch als Ausguck diente, verfügten die Swift Boats über eine Kombination aus 81-mm-Mörser und einem darüber montierten 12,7-mm-M2-Maschinengewehr (Piggyback Mortar) am Heck. Bei einer Reichweite von etwa 3500 m und einer effektiven Kadenz von bis zu 18 Schuss pro Minute leisteten die Patrouillenboote damit Feuerunterstützung. Auch Leuchtgranaten zur Gefechtsfeldbeleuchtung und Rauchgranaten wurden verschossen. An Bord der Boote waren meist etwa 20.000 Schuss für die M2-Maschinengewehre sowie etwa 100 Granaten für den Mörser vorhanden, darunter auch Flechette-Munition.
Zu den Bordwaffen kam die persönliche Bewaffnung der Besatzung, die aus M16-Sturmgewehren, M60-Maschinengewehren sowie M79-Granatwerfern bestand.

### Elektronik
Die elektronische Ausrüstung der Boote beschränkte sich auf ein einfaches Decca D202-3 cm-Navigationsradar mit 24 km Erfassungsreichweite, das auch zur Feuerleitung des Mörsers genutzt wurde, einen Raytheon-Echolot sowie Funkgeräte vom Typ AN/PRC-10/25 FM und AN/URC-58 HF zur Kommunikation auch mit Landtruppen.

## Einsatzprofil

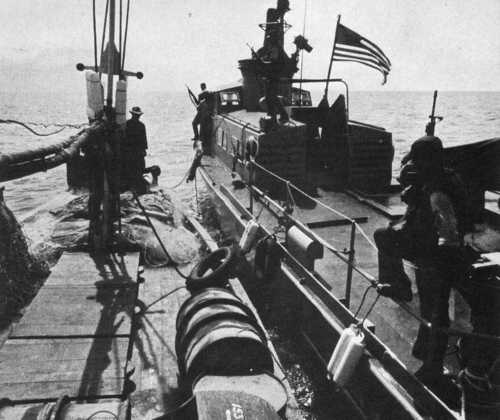
PCF kontrolliert vietnamesische Dschunke

Die Haupteinsatzgebiete der Swift-Boote in Vietnam waren das Mekong-Delta und die Küstengewässer bis zur demilitarisierten Zone. Hauptaufgabe war die Kontrolle des Schiffsverkehrs, um Waffen- und Nachschublieferungen an die südvietnamesischen Guerillatruppen zu verhindern. Zumeist operierten die Boote paarweise, um einenader Feuerschutz zu geben.
Im Gegensatz zu den kleineren PBR's konnten die PCF's mehrere Tage im Einsatz bleiben, da sie über eine (wenn auch spartanische) Unterkunft für die Besatzung verfügten.
Im Rahmen der Operation Game Warden wurden 1965/66 unter dem Kommando der Mobile Riverine Force (TF 116) im Deltagebiet Angriffe gegen Stützpunkte und Lager des Vietcong unternommen. Dabei dienten die Swifts als Transporter für die Einheiten der US-Armee, des US Marine Corps und der Armee der Republik Vietnam, wobei jedes Boot etwa ein Platoon transportieren konnte. Im Gefecht lieferten die Swifts mit ihren Bordwaffen Feuerunterstützung für die Infanterie.
Unter dem Kommando der Task Force 116 operierten die Swifts von 1965 bis 1968 während der Operation Market Time entlang der Küste, um nordvietnamesische Trawler, die als Nachschubtransporter fungierten, aufzuspüren und aufzubringen. Zwischen den teilweise schwer bewaffneten Trawlern und den Patrouillenbooten kam es regelmäßig zu Feuergefechten, die aber meist mit Hilfe amerikanischer Luftunterstützung durch Hubschrauber und Kampfflugzeuge entschieden wurden.
Mehrere Boote wurden durch Feindfeuer zerstört, zumeist durch RPG-Werfer in Hinterhalten in engen Seitenarmen der Flüsse. In direkten Konfrontationen hingegen waren die PCF's den vietnamesischen Booten in Geschwindigkeit und Feuerkraft zumeist hoch überlegen, weshalb diese von den Vietnamesen zumeist gemieden wurden.
Nach dem Ende des Krieges dienten die Boote oftmals als Patrouillenboote für die Küstenwache, die neueren zum Teil bis heute, teils wurden sie aber auch an andere Nationen verkauft, einige wurden auch recht schnell nach Ende des Krieges abgewrackt, da kein Bedarf mehr für sie bestand.
Der US-Außenminister und ehemalige demokratische Präsidentschaftskandidat John Kerry war während des Vietnamkriegs Kommandant von PCF-94. Im US-Präsidentenwahlkampf von 2004 erhoben die Swift Boat Veterans For Truth, eine Vereinigung ehemaliger Bootsbesatzungen, in diesem Zusammenhang erhebliche Vorwürfe gegen Kerry, deren Berechtigung heftig umstritten ist.